# Charte de Bruxelles (1229)
La Charte de Bruxelles est la première charte octroyée à la ville de Bruxelles par son duc, Henri Ier de Brabant, le 10 juin 1229. La charte fut d'abord accordée pour trois ans, et confirmée à plusieurs reprises par la suite, en 1270 et 1290 par exemple, au gré des besoins financiers du Duc.
Ce texte de 51 articles relève essentiellement du droit pénal et confirme (art. 6 et 7) les compétences des échevins bruxellois. Elle offre ainsi un aperçu de l'appareil administratif de l'époque.
- un amman ((la) ammanus) : fonctionnaire nommé par le duc, chargé de dire le droit en son nom dans son ressort appelé ammanie.
- sept échevins ((la) scabini) : magistrat qui disent le droit au nom du duc mais qui s'est progressivement positionné comme représentant de la Ville.
- des jurés ((la) jurati) : adjoints de justice, mentionnés pour la première fois en 1213.

Cette charte cherchait aussi à apaiser l'opposition constante entre l'aristocratie et la bourgeoisie bruxelloises. L'article 49 était en ce sens frappant, qui  autorisait les citoyens à répondre par une gifle aux agressions verbales : « Wat  quade  oft  wat  onhoesscher  manne  van  wat  ambachte  hi  waere enen goiden man lelike toesprake omme’s coren wille, ontfinge hi enen kinnebackslach, dat ginge over niet. ». Mais sur ce plan, le succès fut mitigé et à la suite de graves troubles, un nouvel équilibre sera négocié en 1421.
Pour accéder au port de Bruxelles, il était obligatoire de jurer le respect de la charte.